# 一条局 (足利義満側室)
一条局（いちじょうのつぼね、生没年不詳）は、室町時代前期の女性。室町幕府の第3代将軍・足利義満の側室。史料が乏しく、出自や経歴、子供等に関しては不明である。